# Mântua
Mântua (em italiano Mantova) é uma comuna italiana da região da Lombardia, província de Mântua, com cerca de 48.400/100.000 (com sua área metropolitana) habitantes. Estende-se por uma área de 63 km², tendo uma densidade populacional de 736 hab/km². Faz fronteira com Bagnolo San Vito, Curtatone, Porto Mantovano, Roncoferraro, San Giorgio di Mantova, Virgilio.

## História

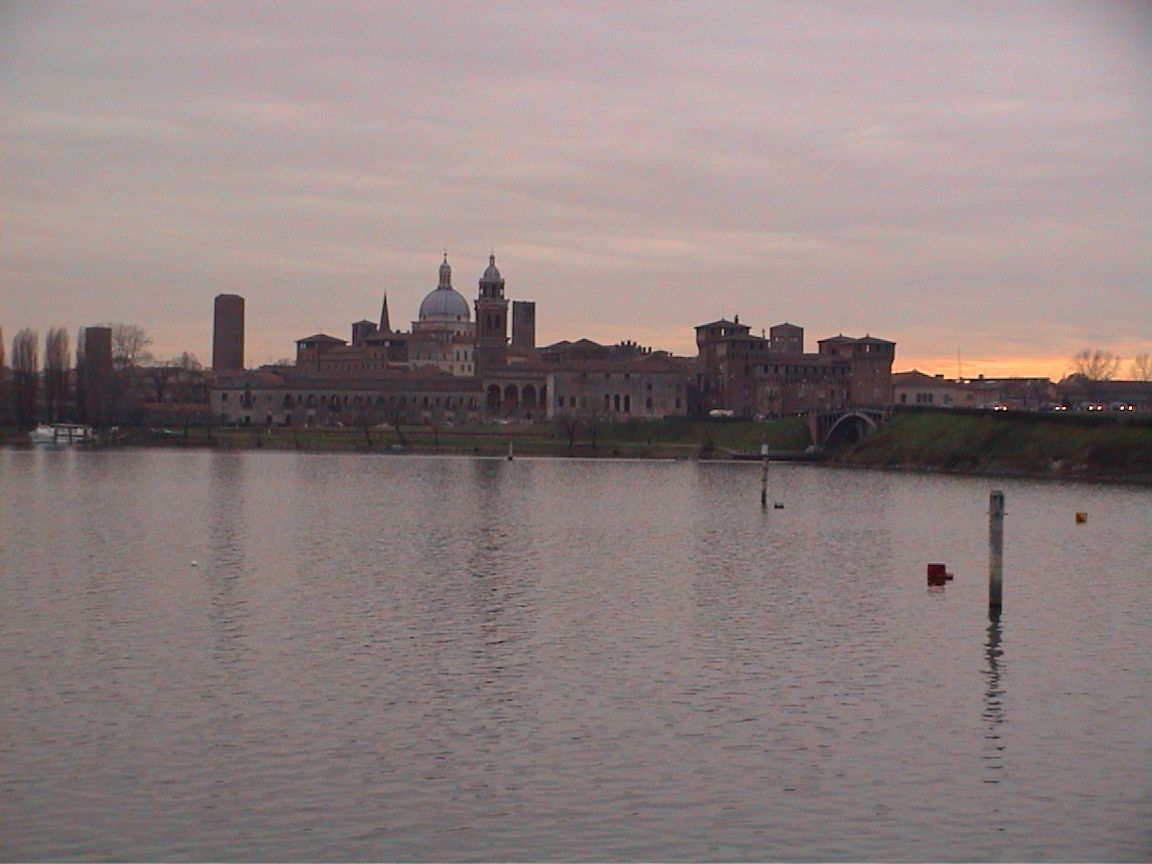
Mântua - Lago di Mezzo.

A cidade foi fundada nas margens do Mincio em aproximadamente 2 000 a.C.. Mais tarde foi, no século VI a.C., uma vila etrusca. Seu nome deriva de Manto, o equivalente ao deus Hades na língua dos etruscos.
Na Idade Média, a partir de 1328 a cidade foi o centro de um ducado nas mãos da família Gonzaga. O desaparecimento da descendência ducal direta foi a causa, no século XVII, da guerra de sucessão de Mântua, caso periférico da Guerra dos Trinta Anos. Todavia o ducado regressa em uma ramificação cadete (francesa, dos duques de Nevers) até 1708, data em que este é anexado ao ducado de Milão.
Em 1796, durante a campanha da Itália, o centro da cidade foi tido pelos Austríacos durante cerca de 8 meses. A cidade só foi tomada pelas tropas de Bonaparte em janeiro de 1797 (até 1815).
Em 1866, Mântua incorporou-se no Reino de Itália.
Na peça "Romeu e Julieta" de William Shakespeare quando Romeu é exilado de Verona, sua cidade natal, após matar Tebaldo, ele foge para Mântua.

## Demografia
| Variação demográfica do município entre 1861 e 2011                               |
|                                                                                   |
| Fonte: Istituto Nazionale di Statistica (ISTAT) - Elaboração gráfica da Wikipedia |